# Frank Keenan
Frank Keenan (Dubuque, 8 aprile 1858 – Hollywood, 24 febbraio 1929) è stato un attore, regista e produttore cinematografico statunitense la cui carriera si svolse all'epoca del muto.

## Filmografia

### Attore
- Judge Not That Ye Be Not Judged, regia di Van Dyke Brooke - cortometraggio (1909)
- The Hunchback, regia di Van Dyke Brooke - cortometraggio (1909)
- The Fisherman; Or, Men Must Work and Women Must Weep, regia di Van Dyke Brooke - cortometraggio (1909)
- The Bells of Austi, regia di Raymond B. West (1914)
- Love vs Duty, regia di Walter Edwards - cortometraggio (1914)
- Desert Thieves, regia di Scott Sidney - cortometraggio (1914)
- Il vile (The Coward), regia di Reginald Barker, Thomas H. Ince (1915)
- The Long Chance, regia di Edward J. Le Saint (1915)
- The Despoiler, regia di Reginald Barker (1915)
- The Stepping Stone, regia di Reginald Barker, Thomas H. Ince (1916)
- The Phantom, regia di Charles Giblyn (1916)
- Honor Thy Name, regia di Charles Giblyn (1916)
- The Thoroughbred, regia di Reginald Barker (1916)
- Jim Grimsby's Boy, regia di Reginald Barker (1916)
- Scars of Jealousy, regia di Lambert Hillyer (1923)